# Suchdol (ort i Tjeckien, Olomouc)
Suchdol är en ort i Tjeckien.   Den ligger i regionen Olomouc, i den östra delen av landet, 190 km öster om huvudstaden Prag. Suchdol ligger 490 meter över havet och antalet invånare är 647.
Terrängen runt Suchdol är platt åt nordväst, men åt sydost är den kuperad. Terrängen runt Suchdol sluttar brant österut.  Trakten runt Suchdol är nära nog obefolkad, med mindre än två invånare per kvadratkilometer. Närmaste större samhälle är Prostějov, 17,6 km sydost om Suchdol. I omgivningarna runt Suchdol växer i huvudsak blandskog.